# Conostoma
Conostoma is een monotypisch geslacht van zangvogels. Deze vogel is  niet verwant aan de mezen, maar behoort tot een eigen familie, de Paradoxornithidae(diksnavelmezen).

## Verspreiding en leefgebied
- Conostoma aemodium –  Grote diksnavelmees